# Motohiko Adachi
Motohiko Adachi (jap. 安達 元彦 Adachi Motohiko; * 3. Januar 1940 in Osaka, Japan) ist ein japanischer Komponist.

## Leben
Motohiko Adachi begann 1958 ein Kompositionsstudium an der Musikhochschule Kunitachi in Tokio. Zu seinen Lehrern gehörten Yuzuru Shimaoka (1926–2021), bei dem er Fuge und Harmonielehre belegte, sowie Kanji Tonosaki (1910–1986), der ihn im Kontrapunkt unterrichtete. Später setzte er seine Studien bei Yoriaki Matsudaira fort.

## Werke und ihre Rezeption (Auswahl)
- Konzert für Saiteninstrumente/Streichinstrumente (1963)[4]  Das Werk wurde am 21. Mai 1965 im Rahmen des 39. Festivals der International Society for Contemporary Music (ISCM) in Madrid uraufgeführt.[5] OCLC 165530475
- Concerto grosso für Streichorchester (1965)[6] Das Werk wurde 1966 vom Yomiuri Nippon Symphony Orchestra unter der Leitung von Hiroshi Wakasugi im Nissei Theatre in Tokio aufgeführt. Die Aufführung fand am zweiten Tag des Festivals Orchestral Space statt, einer bedeutenden Plattform für zeitgenössische Musik in Japan. 1967 erschien die Aufnahme auf der LP Orchestral Space at Nissei Theatre 1966, Volume 2 beim Label Victor.[7]
- Air per violino solo (1968) Das Werk entstand als Auftragskomposition für die japanische Geigerin Yuriko Kuronuma (* 1940) und wurde in der Reihe Contemporary Japanese Music Series veröffentlicht. Die Uraufführung fand in der Irino Hall in Tokio statt.[8] OCLC 0741868
- Concertante für Streichquartett und Kontrabass (1969) Eine Aufführung des Werks fand am 11. September 1987 im Herbst Theatre in San Francisco durch das Kronos Quartet und dem Kontrabassisten Eddie Gomez statt.
- Per Pianoforte (1969) I Accordo II Ostinato III Monodia[9] OCLC 25262586 Das Werk wurde unter anderem vom deutschen Pianisten Klaus Hellwig am Goethe-Institut Ottawa am 8. März 1975 aufgeführt.[10]
- Carmina Burana für Bariton, Kontrabass und Klavier (1971) Amerikanische Erstaufführung in der Carnegie Recital Hall am 10. Februar 1978 mit Ronald Roxbury (1946–1986), Naoyuki Miura. OCLC 182621321
- Chaconne für traditionelle, japanische Instrumente (1971) Das Werk wurde für ein Ensemble aus traditionellen Instrumenten wie Biwa, Koto, Shamisen, Shakuhachi, Hichiriki und Shinobue komponiert. Die Besetzung vereint klassische Hof- und Volksinstrumente in einer strukturell westlich geprägten Form.[11]
- Schauspielmusik zu Nora oder Ein Puppenheim von Henrik Ibsen (1984) Sie entstand für eine japanische Inszenierung am Patmos Seigeikan Theatre in Tokio.[12]
- Min-Yo II : invention for rhythm für Klavier (1993) I Yatai II Sammai III Ai IV Daikoku V Usuzumi. OCLC 1114256603